# Denguélé (ehemalige Region)
Denguélé ist eine ehemalige Verwaltungsregion der Elfenbeinküste mit der Hauptstadt Odienné.

## Bevölkerung
Einer Schätzung von 2007 zufolge hat Denguélé ca. 316.045 Einwohner und somit bei einer Fläche von 20.600 km² eine Bevölkerungsdichte von 15 Einwohnern pro km². Bei der letzten Volkszählung im Jahr 1988 wurden 169.433 Einwohner gezählt.

## Geographie
Denguélé liegt im Nordwesten der Elfenbeinküste und grenzt im Osten an Savanes und im Süden an Worodougou und Bafing. Die Region besteht einzig aus dem Département d’Odienné.